# Памятник Лесе Украинке (Днепр)
Памятник Лесе Украинке в Днепре (укр. Пам'ятник Лесі Українці у Дніпрi) — первый памятник украинской поэтессе, писательнице, переводчику и культурному деятелю Лесе Украинке в городе Днепр Днепропетровской области Украины. Установлен на территории школы № 129 жилмассива «Приднепровский» в день рождения поэтессы. Открыт 25 февраля 2019 года.

## Описание памятника
По мнению организаторов, этот бюст — одна из лучших работ известного скульптора из Тернополя Дмитрия Мулярчука. Уникальность работы в том, что Леся Украинка показана в необычном, «неканоническом» образе.
Памятник выполнен из специального «антивандального» сплава, хотя снаружи напоминает бронзу. Это, уверены создатели, сбережет его от повреждений. Установка бюста обошлась более чем в 50 тысяч гривен.